# Винкијатуро
Винкијатуро (итал. Vinchiaturo) је насеље у Италији у округу Кампобасо, региону Молизе.
Према процени из 2011. у насељу је живело 1705 становника. Насеље се налази на надморској висини од 625 м.

## Становништво
| 1931. | 1936. | 1951. | 1961. | 1971. | 1981. | 1991. | 2001. | 2011. |
| ----- | ----- | ----- | ----- | ----- | ----- | ----- | ----- | ----- |
| 4.046 | 4.092 | 4.177 | 2.979 | 2.539 | 2.519 | 2.625 | 2.780 | 3.238 |